# Pharus vittatus
Pharus vittatus là một loài thực vật có hoa trong họ Hòa thảo. Loài này được Lem. miêu tả khoa học đầu tiên năm 1847.